# Chardonnay
Pour l’article homonyme, voir Chardonnay (cépage).
Pour l’article ayant un titre homophone, voir Chardonnet.
Cet article possède des paronymes, voir Chardronnet et Chardonneret.
Chardonnay est une commune française située dans le département de Saône-et-Loire, en région Bourgogne-Franche-Comté.

## Géographie
C'est une commune située dans le Haut-Mâconnais, entre Lugny et Tournus.

### Climat
Pour des articles plus généraux, voir Climat de la Bourgogne-Franche-Comté et Climat de Saône-et-Loire.
En 2010, le climat de la commune est de type climat océanique dégradé des plaines du Centre et du Nord, selon une étude du Centre national de la recherche scientifique s'appuyant sur une série de données couvrant la période 1971-2000. En 2020, Météo-France publie une typologie des climats de la France métropolitaine dans laquelle la commune est exposée à un climat semi-continental et est dans la région climatique Bourgogne, vallée de la Saône, caractérisée par un bon ensoleillement (1 900 h/an), un été chaud (18,5 °C), un air sec au printemps et en été et des vents faibles.
Pour la période 1971-2000, la température annuelle moyenne est de 11,5 °C, avec une amplitude thermique annuelle de 18,3 °C. Le cumul annuel moyen de précipitations est de 923 mm, avec 10,2 jours de précipitations en janvier et 7 jours en juillet. Pour la période 1991-2020, la température moyenne annuelle observée sur la station météorologique de Météo-France la plus proche, « Romenay », sur la commune de Romenay à 16 km à vol d'oiseau, est de 11,8 °C et le cumul annuel moyen de précipitations est de 983,9 mm. 
La température maximale relevée sur cette station est de 40,7 °C, atteinte le 12 août 2003 ; la température minimale est de −19,5 °C, atteinte le 17 janvier 1985,,.
Les paramètres climatiques de la commune ont été estimés pour le milieu du siècle (2041-2070) selon différents scénarios d'émission de gaz à effet de serre à partir des nouvelles projections climatiques de référence DRIAS-2020. Ils sont consultables sur un site dédié publié par Météo-France en novembre 2022.

## Urbanisme

### Typologie
Au 1er janvier 2024, Chardonnay est catégorisée commune rurale à habitat dispersé, selon la nouvelle grille communale de densité à sept niveaux définie par l'Insee en 2022.
Elle est située hors unité urbaine. Par ailleurs la commune fait partie de l'aire d'attraction de Mâcon, dont elle est une commune de la couronne,. Cette aire, qui regroupe 105 communes, est catégorisée dans les aires de 50 000 à moins de 200 000 habitants,.

### Occupation des sols
L'occupation des sols de la commune, telle qu'elle ressort de la base de données européenne d’occupation biophysique des sols Corine Land Cover (CLC), est marquée par l'importance des territoires agricoles (73,9 % en 2018), une proportion identique à celle de 1990 (73,9 %). La répartition détaillée en 2018 est la suivante : cultures permanentes (37,9 %), forêts (26,1 %), zones agricoles hétérogènes (20,4 %), terres arables (13,3 %), prairies (2,4 %). L'évolution de l’occupation des sols de la commune et de ses infrastructures peut être observée sur les différentes représentations cartographiques du territoire : la carte de Cassini (XVIIIe siècle), la carte d'état-major (1820-1866) et les cartes ou photos aériennes de l'IGN pour la période actuelle (1950 à aujourd'hui).

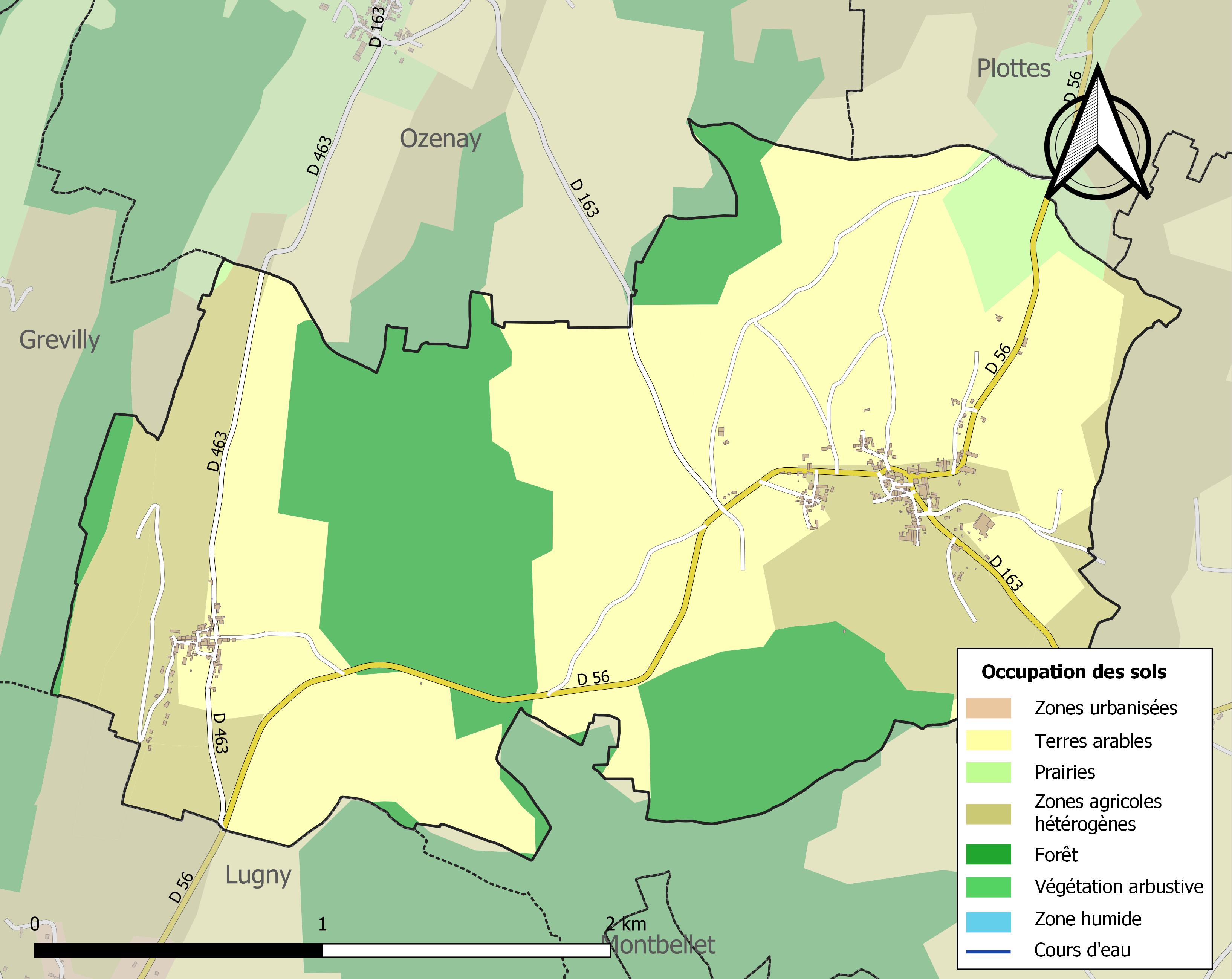
Carte des infrastructures et de l'occupation des sols de la commune en 2018 (CLC).

### Plan local d'urbanisme
L'urbanisme sur le territoire de Chardonnay est désormais régi par un plan local d'urbanisme intercommunal (PLUi), document d’urbanisme dont le territoire d’effet n'est plus la commune mais la communauté de communes, soit vingt-quatre communes membres réparties sur le Haut-Mâconnais et le Tournugeois.
Ce document stratégique traduit les principes d’aménagement du territoire et constitue un outil réglementaire fixant les règles de construction et d’occupation des sols applicables sur le territoire de l'intercommunalité du Mâconnais-Tournugeois, d'où son contenu : un rapport de présentation retraçant le diagnostic du territoire, un projet d’aménagement et de développement durable (PADD) exposant la stratégie intercommunale, des orientations d’aménagement et de programmation (OAP) définissant les conditions d’aménagements de certains quartiers/ilots (cas particuliers), un règlement fixant les règles d’utilisation et de droit des sols ainsi que des annexes (plan de zonage, liste des servitudes, etc.).
Le PLUi du Mâconnais-Tournugeois, fruit d'un processus lancé par la communauté de communes en 2016, a été définitivement adopté par le conseil communautaire le 21 décembre 2023.
La mise en œuvre de ce plan local d'urbanisme intercommunal entré en vigueur le 12 mars 2024 a entraîné l'abrogation de la carte communale de Chardonnay qui avait été approuvée le 13 février 2006.

## Toponymie
Chardonnay est nommé Cardonaco en 998. Les linguistes Ernest Nègre et Xavier Delamarre ont démontré que le nom vient de Caradonacos, soit le « domaine de Carathaunus » en gaulois,.

## Histoire

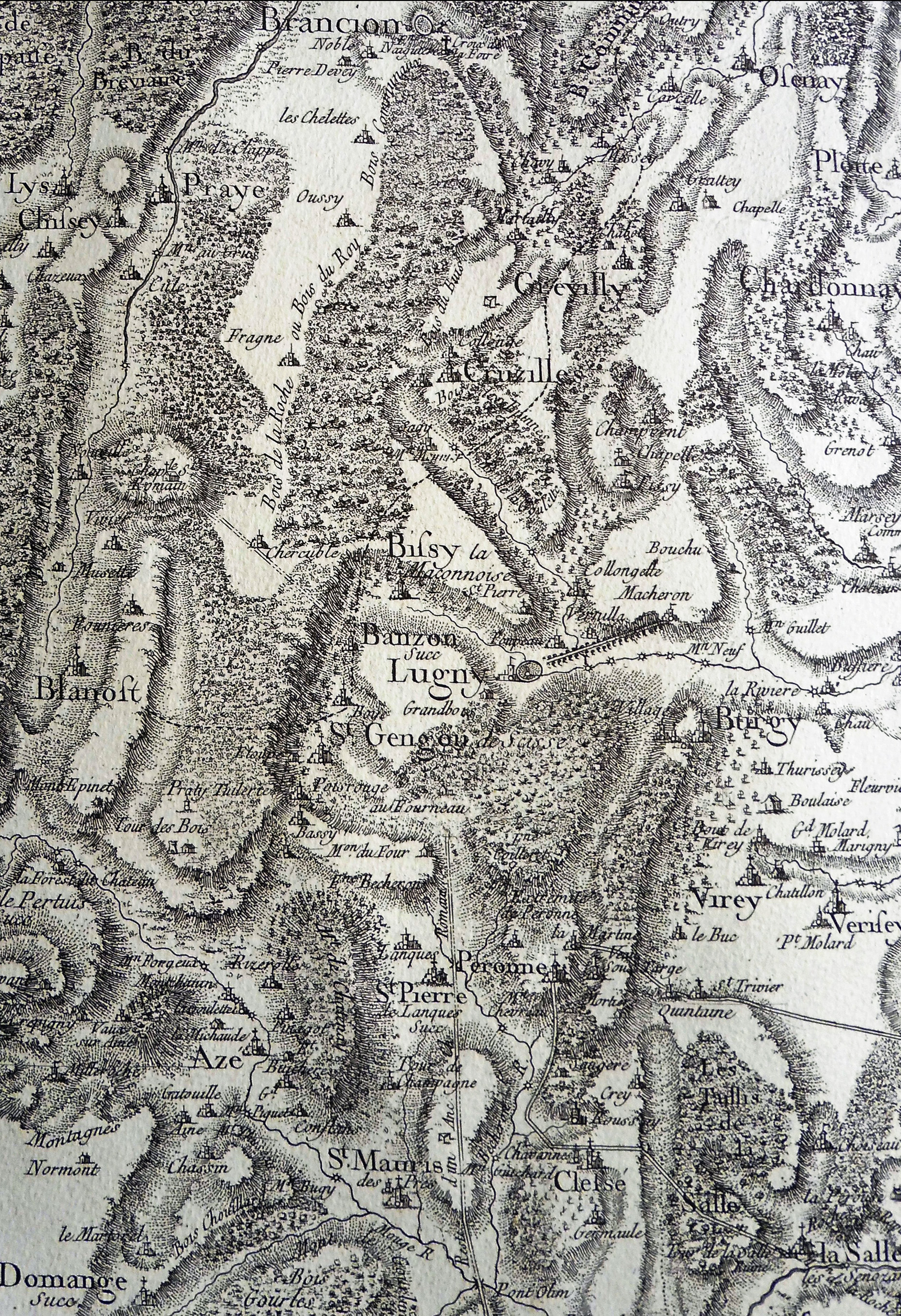
Chardonnay et les villages du Haut-Mâconnais en 1759, d'après la carte de Cassini.

Entre 936 et 952 : Léotald, comte de Mâcon, donne Chardonnay à Maimbaud, évêque de Mâcon. Le village restera jusqu'à la Révolution la propriété du chapitre des chanoines de Saint-Vincent de Mâcon.
988 : un acte du cartulaire de Saint-Vincent de Mâcon mentionne une cession de vignes sur le territoire de Cardoniacum, nom latin de Chardonnay.
Fin juillet 1789 : épisode de la Grande Peur en Mâconnais. Le château, propriété des chanoines du chapitre Saint-Vincent de Mâcon, est dévasté par les Brigands.
1790 : à la création des cantons, la commune de Chardonnay est rattachée au canton de Tournus. Quelques années plus tard, tout comme Grevilly et Montbellet, Chardonnay sera rattachée au canton de Lugny.
Début 1927 : fondation de la coopérative vinicole de Chardonnay, avec Jean-Baptiste Roux, maire, pour président.
16 août 1934 : adhésion de Chardonnay (avec Uchizy et Plottes) au Syndicat intercommunal des eaux du Haut-Mâconnais fondé le 8 janvier 1934 et regroupant dix communes (Lugny, Burgy, Clessé, Viré, Cruzille, Vérizet, Bissy-la-Mâconnaise, Cruzille, Saint-Maurice-de-Satonnay et Montbellet).
1972 : création du Syndicat intercommunal à vocation multiple (SIVOM) du canton de Lugny (siège en mairie de Lugny), auquel adhèrent Chardonnay et treize autres communes du Haut-Mâconnais, avec pour objet : la couverture des dépenses d'investissement et de fonctionnement du collège de Lugny, la réalisation d'une maison de retraite, la création et le fonctionnement de tous services sociaux (tels que dispensaire, aide à domicile par exemple), la réalisation de travaux d'assainissement, le ramassage d'ordures ménagères et l'entretien de la voirie communale.
22 avril 1989 : la commune, associée à la cave coopérative, célèbre officiellement son millénaire (988-1988). À cette occasion, une statue en pierre représentant un fouleur, sculptée par l'artiste Bernard Husson, est dévoilée sur la place du village.
1993 : fondation de la communauté de communes du Haut-Mâconnais (avec Lugny pour siège), regroupant sept communes : Bissy-la-Mâconnaise, Burgy, Chardonnay, Cruzille, Grevilly, Lugny et Saint-Gengoux-de-Scissé. À cette première communauté de communes a succédé, le 1er janvier 2003, la  communauté de communes du Mâconnais - Val de Saône (siège à Lugny), résultant de la fusion de trois intercommunalités (celles du Haut-Mâconnais, de la Haute-Mouge et du Mâconnais-Val de Saône) et totalisant une population de 7 336 habitants.
Mai 2000 : Chardonnay inaugure sa mairie rénovée.
Au printemps 2012, sur les hauteurs à l'est du hameau de Champvent, trois sépultures contiguës appartenant à une nécropole du haut Moyen Âge, toutes orientées au levant, ont été mises au jour fortuitement.

## Politique et administration

### Liste des maires
| Période                                  | Période   | Identité                | Étiquette | Qualité |
| ---------------------------------------- | --------- | ----------------------- | --------- | --- |
| 1945                                     | 1977      | François Émile Mondange |           | Né à Chardonnay le 16 août 1902, décédé à Lyon en janvier 1989. Président de la coopérative vinicole de Chardonnay. |
| juin 1995                                | mars 2001 | Jean-Paul Rullière      |           | Metteur en scène et auteur dramatique.                                                                              |
| mars 2001                                | mars 2014 | Gilbert Guillet         |           | Viticulteur. Élu maire après avoir été premier adjoint au maire.                                                    |
| mars 2014                                | en cours  | Paul Perre              |           | |
| Les données manquantes sont à compléter. |           |                         |           | |

### Intercommunalité et canton

#### Intercommunalité
Chardonnay, après avoir appartenu à la communauté de communes du Mâconnais-Val-de-Saône (siège à Lugny), relève depuis le 1er janvier 2017 de la communauté de communes du Mâconnais-Tournugeois (siège à Tournus), à la suite de la mise en place du nouveau schéma départemental de coopération intercommunale (cette nouvelle communauté résulte de la fusion de deux communautés de communes : la communauté de communes du Tournugeois qui regroupait douze communes du Tournugeois et la communauté de communes du Mâconnais-Val-de-Saône qui regroupait douze communes du Haut-Mâconnais).
Cette communauté de communes est gérée par un conseil communautaire composé de quarante et un membres représentant chacune des communes adhérentes (et élus pour une durée de six ans), conseil au sein duquel Chardonnay, à l'instar de toutes les autres communes de l'intercommunalité, dispose d'un représentant unique (exception faite de Lugny, Clessé, Viré et Montbellet représentés par deux délégués et de la ville de Tournus qui en totalise treize).
Depuis 2020 (et jusqu'en 2026), le délégué représentant Chardonnay au sein de ce conseil communautaire est Paul Perre (maire).

#### Canton
Chardonnay, commune qui relevait du canton de Lugny depuis 1790, appartient depuis 2015 au canton de Tournus, à la suite du nouveau découpage territorial de Saône-et-Loire entré en vigueur à l'occasion des élections départementales de 2015 (découpage défini par le décret du 18 février 2014, en application des lois du 17 mai 2013).

### Sécurité
L'unité de gendarmerie à laquelle la commune de Chardonnay est rattachée est la brigade de Lugny.

## Enseignement

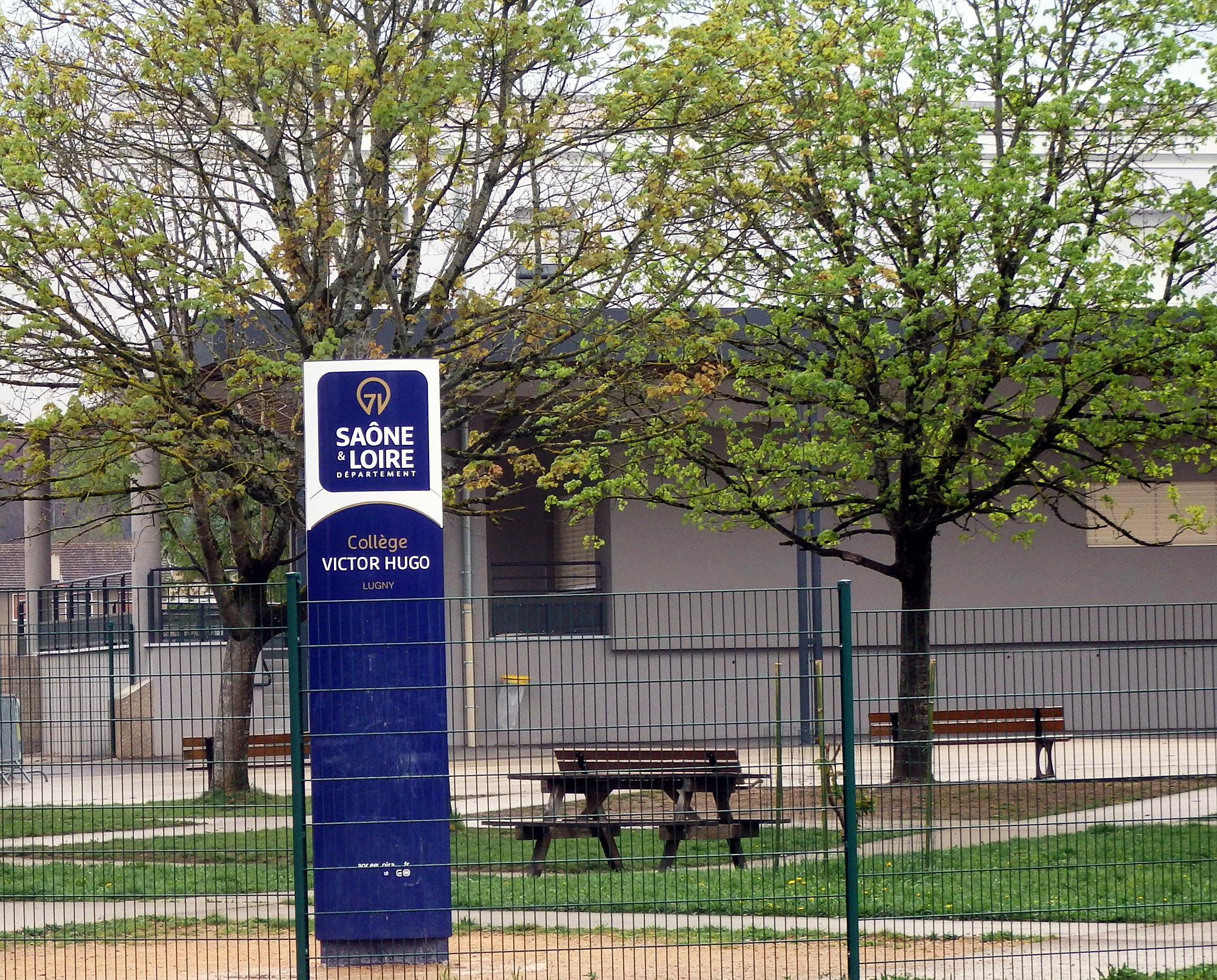
Le collège public Victor-Hugo de Lugny, entré en service en 1977 et dont la carte scolaire s'étend à 19 communes.

Pour l'enseignement secondaire, Chardonnay, avec dix-huit autres communes, relève de la carte scolaire du collège « Victor Hugo » de Lugny.

## Démographie
Les habitants de Chardonnay s'appellent les Charneurons.
L'évolution du nombre d'habitants est connue à travers les recensements de la population effectués dans la commune depuis 1793. Pour les communes de moins de 10 000 habitants, une enquête de recensement portant sur toute la population est réalisée tous les cinq ans, les populations de référence des années intermédiaires étant quant à elles estimées par interpolation ou extrapolation. Pour la commune, le premier recensement exhaustif entrant dans le cadre du nouveau dispositif a été réalisé en 2007.

En 2022, la commune comptait 206 habitants, en évolution de +3,52 % par rapport à 2016 (Saône-et-Loire : −1,06 %, France hors Mayotte : +2,11 %).
| 1793 | 1800 | 1806 | 1821 | 1831 | 1836 | 1841 | 1846 | 1851 |
| ---- | ---- | ---- | ---- | ---- | ---- | ---- | ---- | ---- |
| 413  | 438  | 449  | 436  | 471  | 449  | 462  | 459  | 441  |

| 1856 | 1861 | 1866 | 1872 | 1876 | 1881 | 1886 | 1891 | 1896 |
| ---- | ---- | ---- | ---- | ---- | ---- | ---- | ---- | ---- |
| 459  | 484  | 498  | 530  | 518  | 518  | 438  | 326  | 334  |

| 1901 | 1906 | 1911 | 1921 | 1926 | 1931 | 1936 | 1946 | 1954 |
| ---- | ---- | ---- | ---- | ---- | ---- | ---- | ---- | ---- |
| 315  | 340  | 339  | 307  | 267  | 240  | 229  | 233  | 219  |

| 1962 | 1968 | 1975 | 1982 | 1990 | 1999 | 2006 | 2007 | 2012 |
| ---- | ---- | ---- | ---- | ---- | ---- | ---- | ---- | ---- |
| 174  | 183  | 150  | 163  | 169  | 162  | 168  | 169  | 197  |

| 2017 | 2022 | - | - | - | - | - | - | - |
| ---- | ---- | - | - | - | - | - | - | - |
| 197  | 206  | - | - | - | - | - | - | - |

## Économie
La vie économique de Chardonnay, village appartenant au vignoble du Mâconnais, repose en grande partie sur la viticulture ; une large partie du territoire de la commune est ainsi plantée en vigne. 

### Entreprises
Chardonnay, à l'instar de nombre de localités du Mâconnais, dispose d'une cave coopérative, fondée en 1928 et occupant des bâtiments construits au cœur du bourg. Ces locaux furent toutefois délaissés au début des années 90 pour une cave flambant neuve bâtie à la sortie du village, inaugurée le 10 septembre 1993 et disposant d'une cuverie de 10 400 hectolitres. Les anciens bâtiments demeureront réservés à la vinification après réception de la vendange, les nouveaux étant consacrés, quant à eux, au stockage (1000 m²), à l'espace de manutention, à l'administration et au caveau de dégustation.

### Vignoble

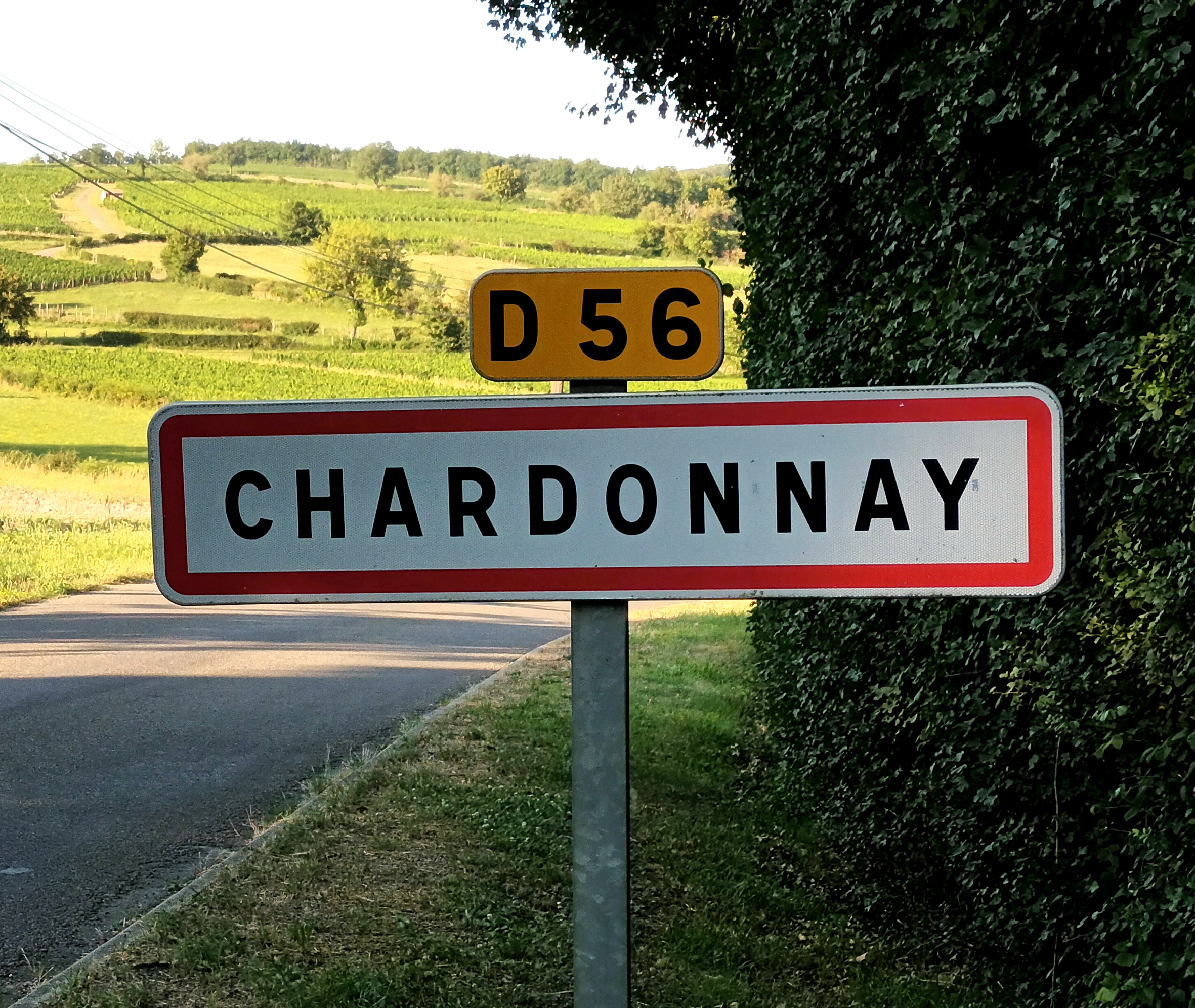
Un village du Haut-Mâconnais portant le nom d'un illustre cépage : Chardonnay (ici l'entrée ouest, côté Lugny).

Ce village est vraisemblablement le berceau du cépage chardonnay (voir vigne).

## Vie locale

### Culte
Chardonnay appartient à l'une des sept paroisses composant le doyenné de Mâcon (doyenné relevant du diocèse d'Autun) : la paroisse Notre-Dame-des-Coteaux en Mâconnais, paroisse qui a son siège à Lugny et qui regroupe la plupart des villages du Haut-Mâconnais.
C'est en 1937 que la paroisse de Chardonnay, en même temps que Plottes, fut définitivement rattachée à celle de Lugny pour le culte (à la suite de la création de la communauté pastorale de Lugny, fondée à l'initiative de Joseph Robert).

### Manifestations
Chaque année se déroule, le 3e dimanche d'octobre, l'une des plus importantes randonnées organisées en Bourgogne : la "Tournuscimes", randonnée (pédestre, équestre et VTT) dont le départ est donné à Chardonnay (40e édition en 2023).
Chaque année depuis 2014, le village est le cadre du traditionnel "Chardonnay Day", une fête viticole qui était originellement célébrée le dernier jeudi du mois de mai en marge du Memorial Day (jour férié outre Atlantique, à la mémoire des soldats américains morts au combat) mais qui a lieu désormais le jeudi de l'Ascension. Organisée par les producteurs de l'appellation mâcon-chardonnay, le Chardonnay Day invite à un retour aux sources du vin blanc issu du cépage Chardonnay. En 2023, il réunissait plus de 1 000 visiteurs. 

### Théâtre
En 1978 a été fondée l’association « Les Compagnons de Mère Folle », implantée au hameau de Champvent (où, à l'intérieur d'un ancien tinailler, fut aménagée une salle en gradins, théâtre de 123 places). Six ans plus tôt, à Vincennes, avait été créée la compagnie « La Mère Folle », par le comédien Jean-Paul Rullière, metteur en scène et auteur dramatique, avec le comédien et danseur Philippe Humeau et la scénographe et costumière Annie Rebondy. En 2002, trente ans après sa fondation, cette compagnie avait plus de 1000 représentations à son actif, ainsi que 35 créations.

## Culture locale et patrimoine

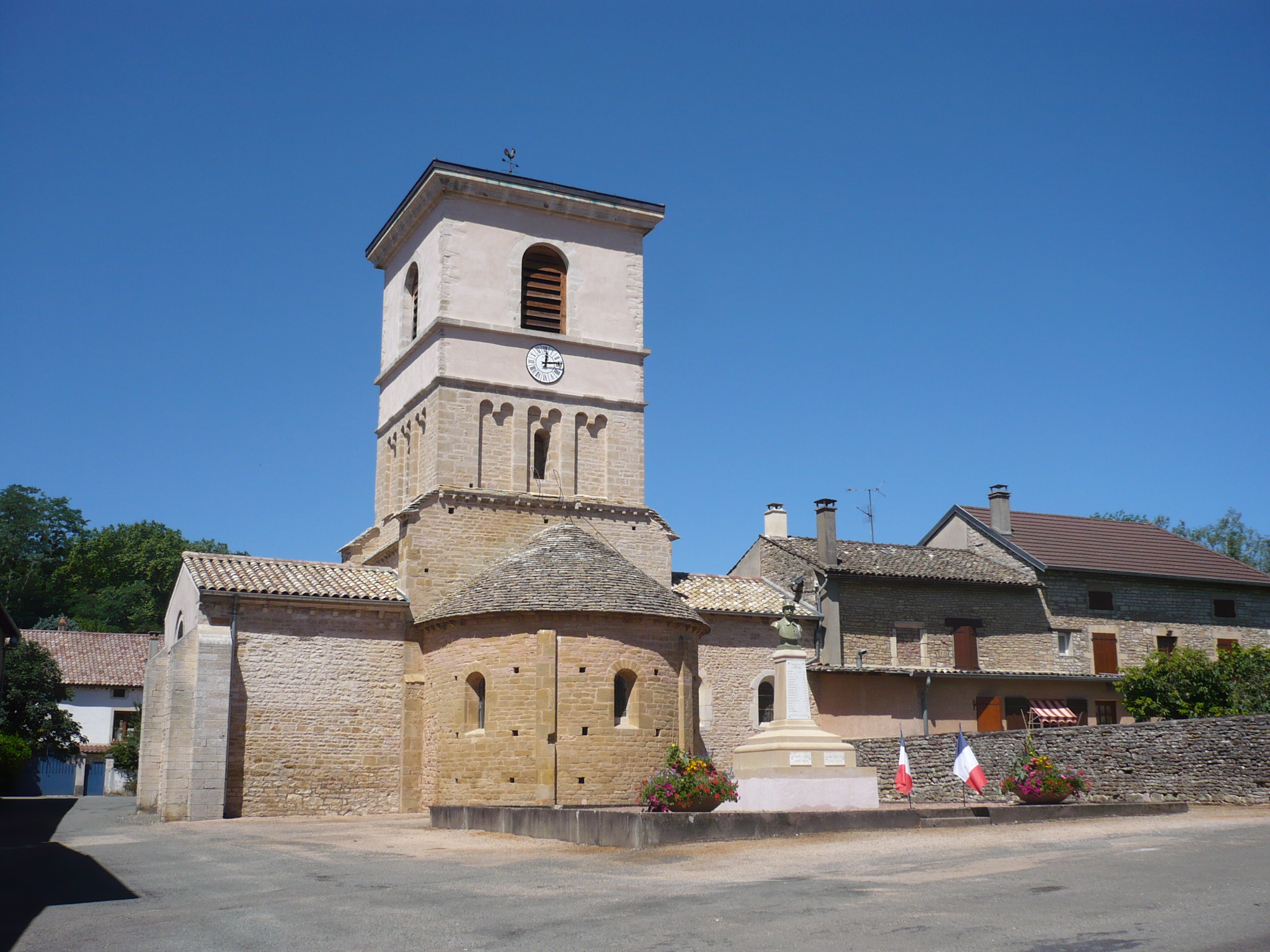
L'église Saint-Germain et le monument aux morts de Chardonnay.

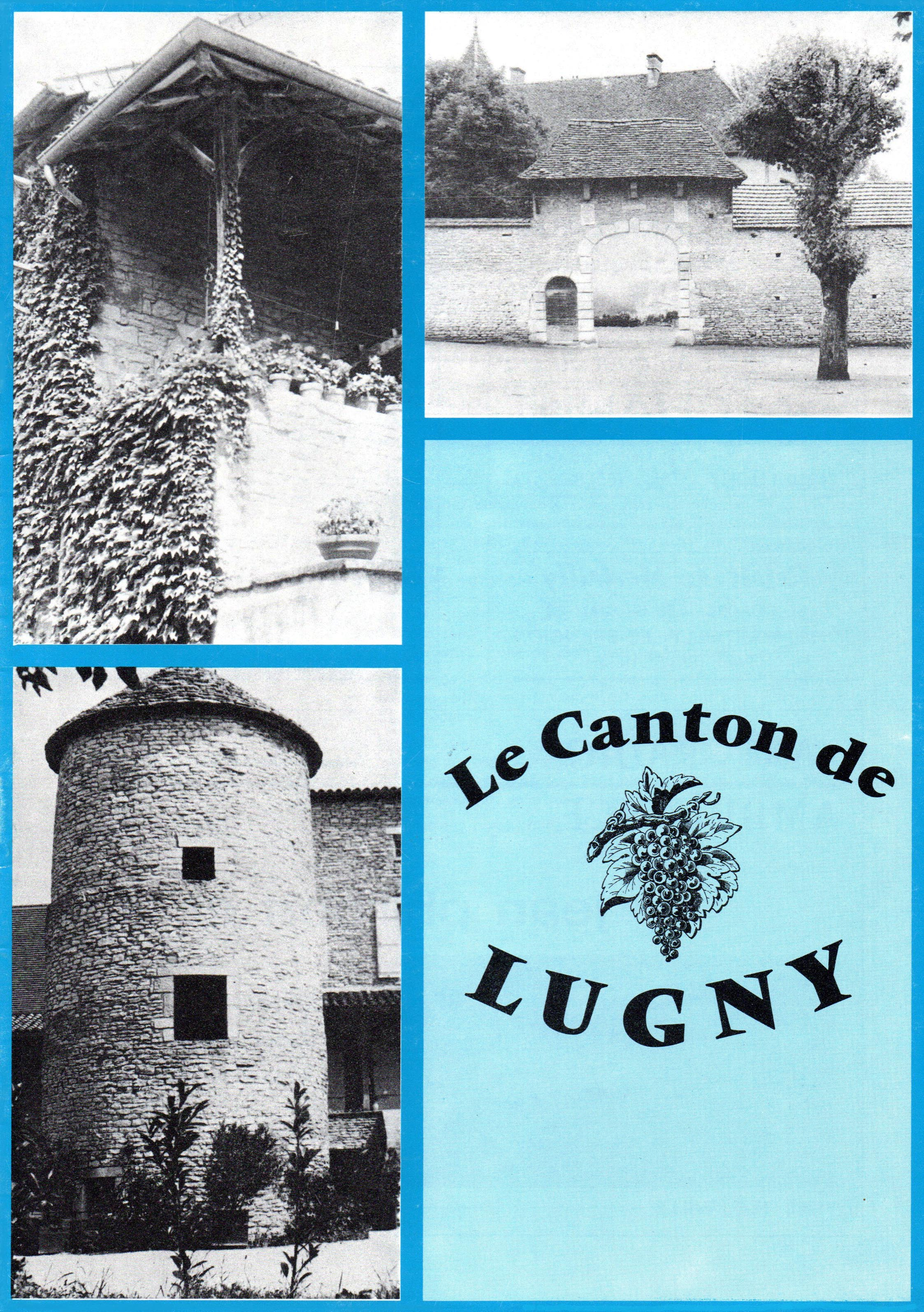
En haut à droite : l'entrée de l'ancienne maison forte, d'après une brochure éditée dans les années 70 pour promouvoir les communes du canton de Lugny.

### Lieux et monuments
Sont à voir sur le territoire de la commune : 
- l'église Saint-Germain de Chardonnay (du XIIe siècle) ;
- l'ancienne maison forte, dans le bourg, entièrement ceinte de fossés en eau, autrefois propriété du chapitre Saint-Vincent de Mâcon et vendu nationalement à la Révolution ;
- le manoir (du XIIe siècle), ancienne dîme des moines bénédictins de l'abbaye Saint-Philibert de Tournus, au hameau de Champvent ;
- le lavoir du bourg, dont l'origine remonterait au début du XVIIe siècle ;
- la cave coopérative vinicole de Chardonnay, qui a fusionné en 1994 avec celle, voisine, de Lugny (la Cave de Lugny) ; elle est spécialisée dans l'élaboration des crémants de Bourgogne commercialisés par la Cave de Lugny ;
- la Pierre de Matafin, pierre à légende, classée à tort comme dolmen au titre des Monuments historiques[29] ;
- à l'entrée du village, côté Lugny, une croix routière (socle en pierre surmonté d'une croix métallique) relevée en juillet 2020 à l'initiative de l'association Chardonnay Patrimoine.

### Personnalités liées à la commune
Parmi les personnalités attachées à l'histoire de Chardonnay figure :
- le baron Benoît-Marie-Louis-Alceste Chapuys de Montlaville, né à Tournus le 19 septembre 1800 et décédé à Chardonnay le 9 février 1868[30]. Maire de Chardonnay, conseiller général du canton de Beaurepaire-en-Bresse (1833-1839) et du canton de Lugny (de 1842 à 1848 puis de 1855 à sa mort), député de Saône-et-Loire de 1833 à 1848, préfet de l'Isère puis de la Haute-Garonne, sénateur de 1853-1868 et historien. Il était officier d'académie et grand-officier de la Légion d'honneur.

### Héraldique
| Blason de Chardonnay | Blason  | Écartelé : au 1er d'or à un chardon tigé et feuillé de sinople et fleuri de pourpre, au 2e d'azur semé de fleurs de lys d'or et à la bordure componée d'argent et de gueules, au 3e de gueules à une grappe de raisin d'or feuillée et pamprée au naturel, au 4e d'or à un crosseron de sable. |
| Blason de Chardonnay | Détails | Le statut officiel du blason reste à déterminer. |

## Pour approfondir